# Agustín Irusta
Agustín Cipriano Irusta (* 28. August 1903 in Rosario; † 25. April 1987 in Caracas, Venezuela) war ein argentinischer Schauspieler, Tangosänger, -komponist und -dichter.

## Leben und Wirken
Irusta trat bereits in seiner Jugend als Sänger auf. Während seines Militärdienstes hatte er Gesangs- und Gitarrenunterricht bei dem Folkmusiker Andrés Chazarreta. Danach gründete er in Buenos Aires ein Vokalduo mit Roberto Fugazot, das von dem Gitarristen Humberto Correa begleitet wurde und 1926 Aufnahmen beim Label Victor einspielte. Daneben trat er bei Radio Cultura mit dem Geiger Lorenzo Olivari und dem Pianisten Carlos Di Sarli auf. Mit Luis Scalon trat er zunächst im Duo auf, später kamen Francisco Graciadío und der Gitarrist Genaro Veiga hinzu. Mit Alfredo Eusebio Gobbi und Roberto Fugazot bildete er das Trio Los tres gauchos. Ebenfalls 1926 begann er seine Schauspielkarriere in der Theaterkompagnie Enrique Muiños.
Auf Vermittlung Alberto Soifers kam er als Refrainsänger (estribillista) zum Orchester Francisco Canaros, mit dem er nach Paris reiste. Canaro schlug ihm vor, als Trio mit Fugazot und Lucio Demare in Spanien aufzutreten. Dem Debüt am Theater Maravillas in Madrid folgte ein unerwartet erfolgreiches und neun Jahre währendes Engagement. Das Trio trat auch in zwei spanischen Spielfilmen (Boliche, 1933 und Ave sin rumbo, 1935) auf. Der Ausbruch des Spanischen Bürgerkrieges zwang sie zur Rückkehr nach Argentinien, wo sie wieder zu Canaro kamen und ihre Formation 1937 auflösten. Für Aufnahmen und Hörfunkauftritte in Kuba kam das Trio 1948 nochmals zusammen.
Irusta setzte seine Laufbahn als Schauspieler fort und trat als Sänger mit der Gitarristengruppe Roberto Grelas auf. Mit dem Bandoneonisten Héctor Presas, dem Geiger Samy Friedenthal und dem Pianisten Daniel López Barreto tourte er durch verschiedene Staaten Amerikas. Später reiste er erneut nach Europa, wo er fünf Jahre blieb, in Frankreich, Italien und Spanien auftrat und u. a. in dem Film La guitarra de Gardel mitwirkte. Danach lebte er vier Jahre in Mexiko. Dort trat er als Sänger auf und nahm Filmmusiken auf. Schließlich ließ er sich in Caracas nieder. Als Komponist wurde er mit Titeln wie Dandy, Tenemos que abrirnos, Dos vidas, A cara o cruz, Mi fortuna und Mañanitas de Montmartre bekannt.

## Filmografie
- 1933: Boliche
- 1934: Aves sin rumbo
- 1936: Ya tiene comisario el pueblo
- 1937: Nobleza gaucha
- 1938: Cantando llegó el amor
- 1939: El matrero
- 1939: Puerta cerrada
- 1942: Fortín alto
- 1942: Yo conocí a esa mujer
- 1943: Tres hombres del río
- 1946: La hija del payaso
- 1947: La orta (Die Andere)
- 1947: Mujer
- 1947: Yo vendo unos ojos negros
- 1948: A la sombra del puente
- 1948: La dama del collar
- 1949: La guitarra de Gardel
- 1950: Buenos Aires a la vista
- 1950: Detrás de la noche
- 1952: El baldío
- 1957: Papalepe
- 1972: Simplemente María
- 1983: La gata borracha